# آنتون کوچنکوف
آنتون کوچنکوف (روسی: Антон Александрович Коченков؛ زادهٔ ۲ آوریل ۱۹۸۷) بازیکن فوتبال اهل روسیه است.
از باشگاه‌هایی که در آن بازی کرده‌است می‌توان به باشگاه فوتبال روستوف، باشگاه فوتبال لوکوموتیو مسکو، باشگاه فوتبال اسپارتاک نعلچیک، باشگاه فوتبال ولگا نیژنی نووگورود، باشگاه فوتبال موردوویا سارانسک، و باشگاه فوتبال کراسنودار اشاره کرد.
وی همچنین در تیم ملی فوتبال قرقیزستان بازی کرده‌است.